# 日本テレビ火曜8時枠連続ドラマ
日本テレビ火曜8時枠連続ドラマ（にほんテレビかようはちじわくれんぞくドラマ）は、過去4期にわたって日本テレビ系列局が編成していたテレビドラマ放送枠である。
本項では時代劇以外のドラマのみを取り扱う。この時間帯に放送されていた時代劇については

## 歴史
初作品は海外作品『ダコタの男』。よみうりテレビ製作の国産ドラマ『柔』が3シリーズにわたって制作され、美空ひばりの歌う主題歌「柔」が第7回日本レコード大賞を受賞した。
だがその後は中断を置きながらドラマを継続するも、次第にTBSの『TBS歌謡曲ベストテン』→『TBS歌のグランプリ』に人気を奪われ、さらにナイターシーズン中にはプロ野球ナイター中継でたびたび中断した。そして1969年9月30日放送の『セブンティーン -17才-』最終回をもって国産の現代ドラマ路線は終了し、『巨泉×前武ゲバゲバ90分!』中断中のつなぎ番組として放送した海外作品『新ナポレオン・ソロ90分』をもってこの枠は事実上終了した。その後、1973年10月に『伝七捕物帳』がスタートしてからは、長らくこの時間帯で時代劇が放送され続けた。
この時間帯はドラマ枠がほとんどなく、2023年現在は『踊る!さんま御殿!!』がバラエティ番組枠が放送されている。

## 編成時間
いずれも日本標準時。
- 火曜 20:00 - 20:56 （第1期・第2期・第3期）
- 火曜 20:00 - 21:26 （第4期）

## 作品リスト

### 第1期
- ダコタの男（1963年10月 - 1963年12月） - ここから海外作品。
- バークにまかせろ（1964年1月 - 1964年3月） - 金曜21:00枠へ移動。ここまで海外作品。

### 第2期
- 柔（1964年10月27日 - 1965年4月13日） - この作品からよみうりテレビ製作。
- 柔一筋（1965年4月27日 - 1965年10月5日）
- 続・柔（1965年10月12日 - 1966年4月12日） - この作品までよみうりテレビ製作。
- 青雲五人の男（1966年4月19日 - 1966年9月27日）
- ああ!へそまがり（1966年10月4日 - 1966年12月27日）
- 明日をつかめ（1967年1月10日 - 1967年3月28日）

### 第3期
- 笑ってよいしょ（1969年4月8日 - 1969年6月17日）
- セブンティーン -17才-（1969年7月29日 - 1969年9月30日）

### 第4期
- 新ナポレオン・ソロ90分（1970年7月7日 - 1970年9月29日） - 海外作品。この作品のみ20:00 - 21:26に放送。

## 参考資料
- キー局番組編成変遷ひょ〜 他[どれ?]